# Benjamin Waterhouse
Pour les articles homonymes, voir Waterhouse.
Benjamin Waterhouse (4 mars 1754, Newport, Rhode Island - 2 octobre 1846, Cambridge (Massachusetts), Massachusetts) est un médecin et professeur à la faculté de médecine de Harvard. Il est le premier médecin aux États-Unis à avoir testé et promut le vaccin contre la variole.

## Biographie
Benjamin Waterhouse est le fils de Timothy Waterhouse, un fabricant de chaises. Sa mère est la cousine du Dr. John Fothergill, un éminent médecin londonien. Il commence son éducation dans une école paroissiale où il devient ami avec Gilbert Stuart.
Guidé par ses connexions familiales et l'influence des médecins écossais exerçant à Newport, il commence son apprentissage en médecine auprès du Dr. John Haliburton. Puis il se rend en Angleterre en 1775, pour étudier la médecine à l'Université d'Edimbourg puis dans les hôpitaux de Londres. A Londres, il travaille avec Dr. Fothergill qui lui présente d'éminents médecins et scientifiques européens. En 1778, il continue son cursus à l'Université de Leiden, où il est logé chez John Adams. Parmi ses professeurs, on note John Hunter, William Cullen, le second Alexander Monro, George Fordyce, et John Coakley Lettsom.
Il reçoit son diplôme de médecine de Leiden en 1782 et retourne à Newport. La nouvelle faculté de médecine de Harvard cherche alors un professeur de médecine, et Waterhouse obtient, malgré l'opposition de John Hancock et Samuel Adams, le poste de professeur de théorie et pratique de la physique. Pour compléter son salaire, il développe des cours d'histoire naturelle à Harvard entre 1789 et 1809 et à l'Université Brown. Il joua ainsi un rôle important dans le développement des collections botaniques et minéralogiques de Harvard.
Il épouse Elizabeth Oliver en 1788, avec qui il aura 6 enfants avant son décès en 1815. Il se remariera en 1819.
En 1804, Waterhouse s'attaque à la consommation de tabac et d'alcool des étudiants de l'Université Harvard, qu'il tient pour responsable de la hausse d'incidence de troubles neurologiques. En 1810, il est impliqué dans un conflit avec les responsables universitaires et de jeunes médecins sur la future direction de la faculté de médecine. Après avoir essayé d'établir une faculté de médecine concurrente, nommée le College of Physicians, Waterhouse est forcé de démissionner de Harvard en 1812,.

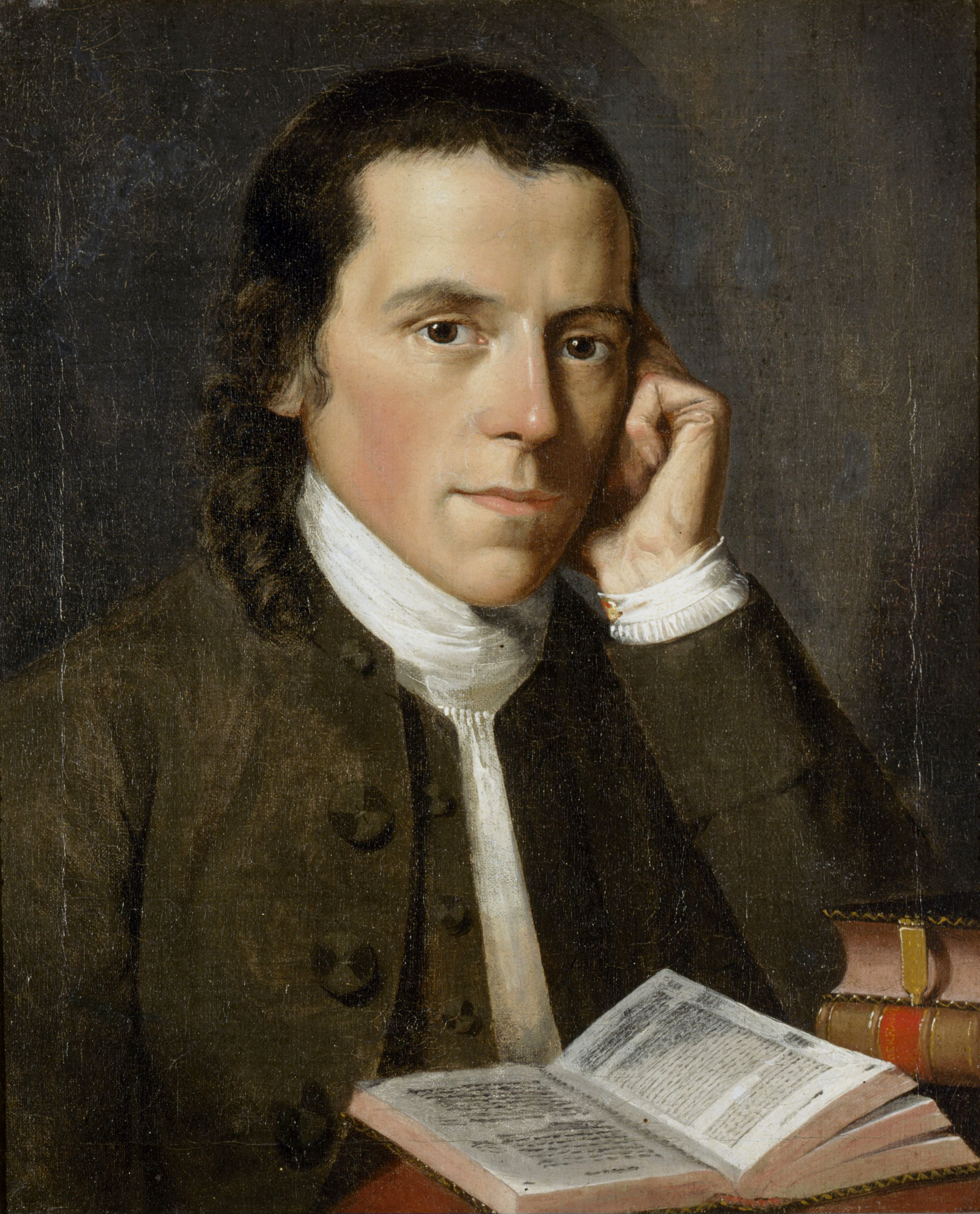
Benjamin Waterhouse par Gilbert Stuart, 1775.

Entre 1813 et 1820, il exerça en tant que surintendant médical dans l'armée en New England, ce qui lui laissa le temps pour une carrière littéraire. Son livre le plus connu est le Journal of a Young Man of Massachusetts, l'histoire d'un médecin sur un navire, emprisonné par les Anglais en 1812,.
Il décédera dans sa maison à Cambridge le 2 octobre 1846.

## Travaux sur la vaccination contre la variole
En 1799, il reçoit une copie des travaux d'Edward Jenner en Angleterre, An Inquiry into the Causes and Effects of Variolae Vaccinae, dans lesquels il utilise la variole bovine pour développer un vaccin contre la variole humaine. Waterhouse publie immédiatement un papier sur ce procédé dans le Boston Colonial Sentinel, en mars 1799, sous le titre Something Curious in the Medical Line. Il décrit les expérimentations de Jenner, qualifiant la vaccination d'une bénédiction pour l'humanité. Quelques semaines plus tard, lors d'une rencontre à l'Académie américaine des arts et des sciences à Harvard, il expose une copie des travaux de Jenner, en lit quelques passages et schématise la procédure,,.
Après avoir récupéré des échantillons de variole bovine en 1800 via le Dr. Haygarth of Bath, il l'inocule à son fils, Daniel Oliver, âgé de 5 ans puis observant le même succès que Jenner, vaccina ses 4 enfants et des domestiques. Face à ce succès, il continue à vacciner de cette manière et commence à publier la méthode, notamment dans A prospect of Exterminating the Small Pox paru en 1800.
Malheureusement, la population générale commença à vouloir réaliser la méthode sans supervision médicale et contrôle des échantillons, causant une épidémie de variole. Les critiques envers Waterhouse se dissipèrent quand il demanda une enquête complète par le Boston Board of Health, en 1802, qui vérifia tous ses dires sur la vaccination contre la variole. À partir de 1802, il continua à promouvoir et encourager la vaccination dans le Massachusetts et les états voisins.